# 路易吉·阿波洛尼
路易吉·阿波洛尼（義大利語：Luigi Apolloni，1967年5月2日—），意大利男子足球运动员，场上位置是后卫。他曾代表意大利国家队参加1994年国际足联世界杯和1996年欧洲足球锦标赛。